# La Cloche de l'Apocalypse
La Cloche de l'Apocalypse (Hellboy Animated: Judgment Bell) est le second numéro de la série de bande dessinée Hellboy Aventures.

## Synopsis
Hellboy et Abe Sapien se rendent en Pologne, en 1992, pour enquêter sur la disparition d'une petite fille dans un château. Arrivés sur place, les agents du BPRD découvrent des traces de sang, un pentagramme et une main de gloire. Ils retrouvent également le Professeur Broom, penché sur le cadre d'un enfant.
Le Professeur leur explique être venu pour racheter une faute commise dans sa jeunesse, liée à la Cloche du Jugement : près de soixante ans auparavant, il avait prêté main-forte à un ami pour voler la Cloche à un démon. Maintenant, le démon est de retour, l'ami épris de vengeance, et le jury de la mort…
La Menace du Monstre de Fer : En 1947, dans la base de l'armée du Nouveau-Mexique, Hellboy lit les bandes-dessinées de son héros préféré, Lobster Johnson, et s'identifie à l'excès au personnage. Pour lui, les militaires deviennent les hommes de main du dangereux criminel, une voiture devient un tank et le matériel militaire, un terrible monstre de fer…

## Commentaires
- Étrangement, la première histoire est intitulée La Cloche de l'Apocalypse sur la page de garde (comme le titre du numéro) mais est nommée La Cloche du Jugement (plus proche de la version originale) dans l'histoire elle-même.
- De même, la seconde histoire est intitulée La Menace du Monstre de Fer sur la page de garde mais est nommée La Menace du Monstre mécanique dans l'histoire elle-même.

## Publication
- 2007 : Hellboy Animated: Judgment Bell (Dark Horse Comics)
- 2009 : Hellboy Aventures : La Cloche de l'Apocalypse (Delcourt)